# カンパニア闘争
カンパニア闘争（カンパニアとうそう）とは、日本の新左翼の戦術のひとつ。

## 概要
ロシア語の「カンパニア(кампания, kampaniya)」が語源で、広く世に訴えて、一般大衆を動員する大衆運動のことを指した。英語では「キャンペーン」である。大衆動員という本来の目的のほかに、党派内の同志的結束を強化するという意味もあった。
活動資金を募る「カンパ」の由来は、ここからきている。
一般的に暴力を伴わない闘争のことを指しているため、直接行動・実力闘争に重きを置いていた新左翼には否定的なニュアンスを帯びていた。